# Dolichotetranychus babylonicus
Dolichotetranychus babylonicus är en spindeldjursart som beskrevs av Al-Gboory 1987. Dolichotetranychus babylonicus ingår i släktet Dolichotetranychus och familjen Tenuipalpidae. Inga underarter finns listade i Catalogue of Life.